# Silbanaco
Mar. Silbannacus es una figura misteriosa de la cual se cree que fue un usurpador del Imperio romano durante el tiempo en que Filipo el Árabe fue su cabeza (244-249), o entre la caída de Emiliano y el acceso al poder de Valeriano.
Silbanaco nos es conocido solo por una única moneda, un antoniniano encontrado, según se cree, en Lorena, y que está ahora en el British Museum de Londres. Esta moneda tiene un anverso con el retrato del usurpador y la leyenda IMP MAR SILBANNACVS AVG; el reverso muestra a Mercurio sujetando una Victoria y un caduceo, con VICTORIA AVG como leyenda.
El nombre Silbanaco presenta un origen céltico, con el sufijo "-acus"; conocida la localización de la moneda, Silbanaco pudo haber sido un comandante militar en la Germania Superior. Es posible que se rebelara contra Filipo y que su revuelta finalizara con el emperador Decio, ya que Flavio Eutropio (ix.4) narra una bellum civile suprimida en la Galia durante el mandato de este emperador.
Se hizo pública una segunda antoniniano en 1996, que llevaba la leyenda abreviada MARTI PROPVGT. De acuerdo con el estilo, la moneda fue acuñada en Roma; ya que la leyenda abreviada está presente en monedas de Emiliano, en 253, Silbanaco podría haber prevalecido allí hasta la marcha de Valeriano sobre Roma. Una interpretación de estos hechos nos conduce a pensar que Silbanaco era un oficial que se quedó en la guarnición de Roma mientras su emperador, Emiliano, marchaba a enfrentarse a su rival Valeriano. Tras la derrota y muerte de aquel en septiembre de 253, Silbanaco pudo haber intentado proclamarse emperador con el apoyo de las tropas confinadas en Roma, controlando de ese modo la acuñación de moneda, antes de ser rápidamente eliminado por Valeriano y Galieno.